# ロドーデンドロンパーク・クロムラウ

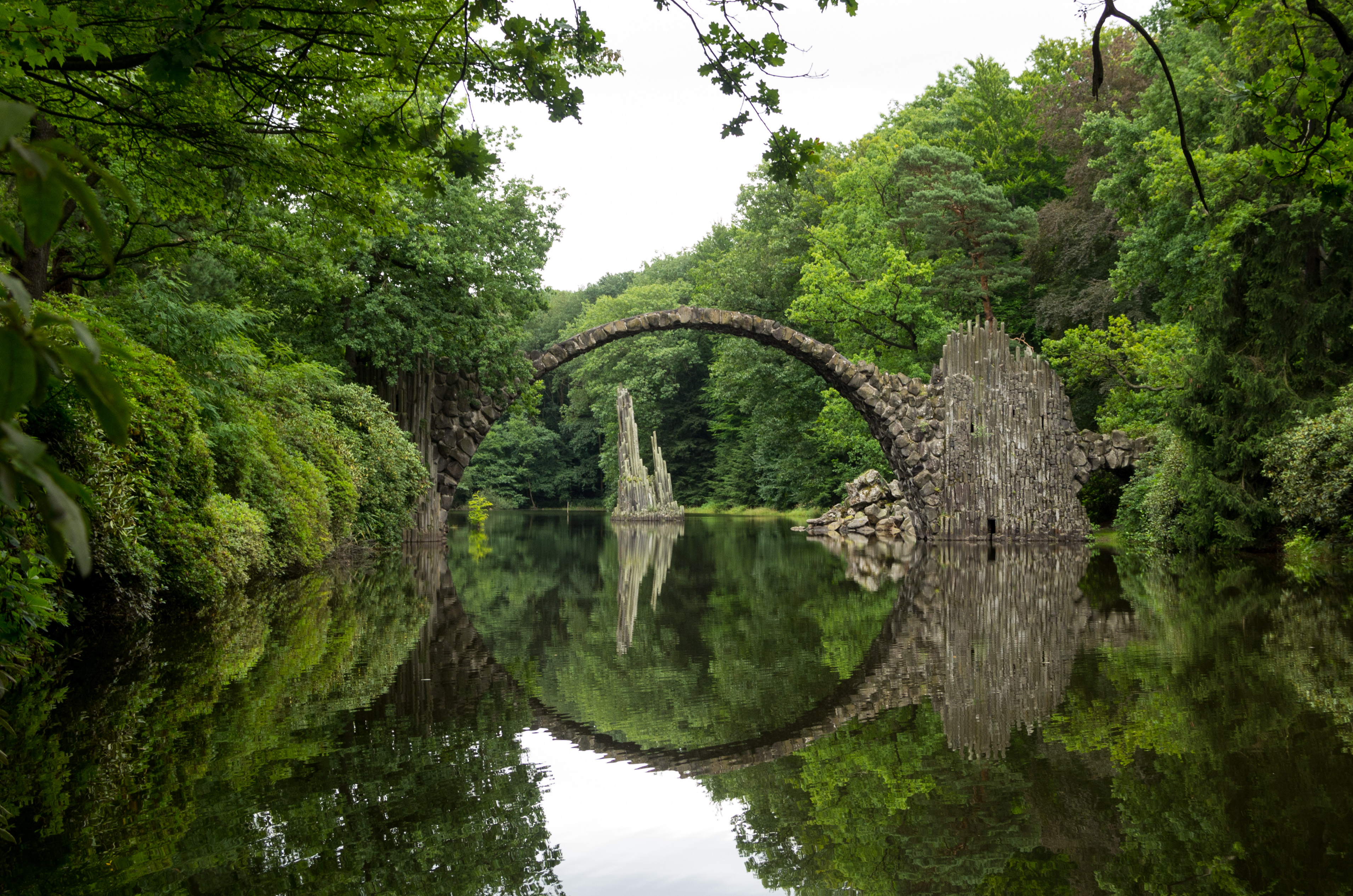
Rakotzbrücke

ロドーデンドロンパーク・クロムラウ（ドイツ語: Azaleen- und Rhododendronpark Kromlau、クロムラウ・ツツジシャクナゲ公園）は、ドイツのガプレンツにある200エーカー (81 ha) の庭園であり、19世紀にフリードリヒ・ヘルマン・レッチェ（ドイツ語: Friedrich Herrmann Rötschke）の旧封建領地の敷地内に建設されたとされる。イギリス式庭園の一例であり、多くの小さな池や湖がある。後述するラコツ橋が特に有名で、橋の下の水に反射して円を描くように設計されている。

## ラコツ橋
ラコツ橋（ドイツ語: Rakotzbrücke、「魔橋」を意味するTeufelsbrückeとしても知られる）は、ラコツ湖にかかる35メートルの橋である。この橋は、遠方の採石場から運ばれた玄武岩の柱を人工的に加工したものである。1860年に「地元の町の騎士によって」発注されたものであるとされる  。危険であるとして橋を渡ることは厳禁されていたが、橋は2018年と2019年に改修を受け、2021年5月21日時点で工事は完了したとされる。